# Disney Rodríguez
Disney Rodríguez Rodríguez (* 27. září 1985) je bývalý kubánský zápasník–volnostylař, bronzový olympijský medailista z roku 2008.

## Sportovní kariéra
Je rodákem z města Ciego de Ávila. V kubánské mužské volnostylařské reprezentaci se pohyboval od roku 2006 ve váze do 120 kg. V roce 2008 kubánská reprezentační jednička a jeho jmenovec Alexis Rodríguez po únorovém panamerickém mistrovství v americkém Colorado Springs ve Spojených státech zůstal. Na srpnových olympijských hrách v Pekingu tak startoval jako náhradník a mezinárodně neznámý sportovec. Potvrdil však výbornou přípravu. Ve čtvrtfinále a v souboji o třetí místo sice prohrál s největšími favority Arturem Tajmazovem a Davidem Musulbesem a obsadil dělené 5. místo, ale po 9 letech a diskvalifikaci Artura Tajmazova se posunul na třetí místo. Získal bronzovou olympijskou medaili. Sportovní kariéru ukončil po nevydařené kvalifikaci na olympijské hry v Londýně v roce 2012.

## Výsledky
| Turnaj                  | 2006 | 2007 | 2008 | 2009 | 2010 | 2011 | 2012 |
| Turnaj                  | 21   | 22   | 23   | 24   | 25   | 26   | 27   |
| Turnaj                  | -120 | -120 | -120 | -120 | -120 | -120 | -120 |
| ----------------------- | ---- | ---- | ---- | ---- | ---- | ---- | ---- |
| Olympijské hry          |      |      | 3.   |      |      |      | —    |
| Mistrovství světa       | —    | —    |      | 5.   | —    | úč.  |      |
| Panamerické hry         |      | —    |      |      |      | 3.   |      |
| Panamerické mistrovství | 3.   | —    | —    | —    | —    | —    | 3.   |